# Kecandran
Kecandran is een bestuurslaag (kelurahan) in het onderdistrict (kecamatan) Sidomukti in de stadsgemeente (kota) Salatiga binnen het regentschap Semarang van de provincie Midden-Java, Indonesië Kecandran telt 5.060 inwoners (volkstelling 2010).